# Llac Taupo
El Llac Taupo està situat a l'Illa del Nord de Nova Zelanda. Té una superfície de 616 km², és el més gran de Nova Zelanda i el llac d'aigua dolça més gran d'Oceania. El seu perímetre aproximat és de 193 kilòmetres, i el punt més profund assoleix els 186 metres. L'alimenta el riu Waikato, el més llarg de Nova Zelanda, i els seus principals afluents són el riu Waitahanui, el riu Tongariro i el riu Tauranga Taupo. Arran de la introducció de la Truita comuna i la Truita arc de Sant Martí la població homònima, Taupo, ha desenvolupat una important piscicultura.

## Formació del llac i Vulcanisme

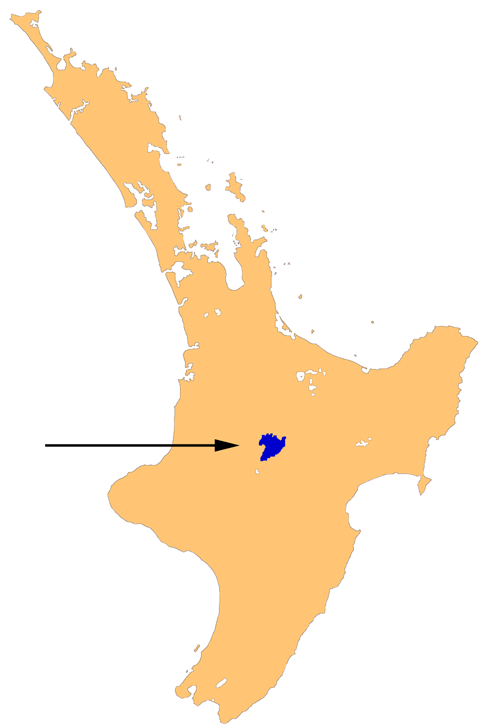
Localització del llac Taupo.

El llac Taupo es troba en una caldera volcànica creada per l'erupció d'un supervolcà de fa aproximadament 26.500 anys (Plistocè tardà). L'erupció, coneguda com d'Oruanui fou la més gran dels últims 70.000 anys; va expulsar un total estimat de 1.170 km3 de material a més de provocar que centenars de quilòmetres de terreny al voltant de la seva caldera es col·lapsessin. Més tard, la caldera es va omplir d'aigua i s'acabà desbordant degut a una gran inundació.
Abans de l'última gran erupció, coneguda com de Hatepe el 180EC hi hagué al llarg dels mil·lennis diverses erupcions. D'acord amb els registres geològics, el volcà va entrar en erupció 28 cops en els últims 27.000 anys. La majoria de la lava ejectada és riolita, encara que el Mont Tauhara està format per lava dacítica. És que l'erupció de Hatepe que va expulsar 100 km³ de material, dels quals 30 km³ en pocs minuts. Fou una de les erupcions més violentes dels últims 5.000 anys (juntament amb l'erupció Tianchi de la muntanya Baekdu al voltant de l'any 1000 i l'erupció del Tambora de 1815), i es calcula un índex d'explosibilitat volcànica de nivell 7. La columna eruptiva va ser el doble d'alta que la del Saint Helens el 1980, i la cendra volcànica va fer que el cel es tornés roig a Roma i Xina. Els possibles efectes climàtics de l'erupció s'haurien concentrat a l'hemisferi sud.
En el moment de l'erupció, que va devastar gran part de l'Illa del Nord i en va ampliar el llac, l'àrea era deshabitada, puix que Nova Zelanda no fou ocupada pels Maori com a mínim fins centenars d'anys després. L'última erupció coneguda del Taupo fou el 210EC, amb una extrusió del dom de lava que va formar els esculls de Horomatangi. Fou una erupció molt menor que la del 180EC. Avui en dia encara hi ha activitat hidrotermal prop de l'obertura de Horomatangi, i es considera que el volcà no està extingit sinó adormit.

## Flora i fauna
Gran part de la conca del llac Taupo és un bosc de Fagus i Podocarpàcia amb un sotabosc de falgueres del tipus Blechnum filiforme, Asplenium flaccidum, Doodia media, Hymenophyllum demissum, Microsorum pustulatum i Microsorum scandens, i alguns destacats arbustos com ara Olearia rani i Alseuosmia quercifolia.
La fauna nativa del llac inclou Paranephrops planifrons i Kokopu. També és conegut per la seva població de truita comuna i truita arc de Sant Martí, introduïdes per europeus i estatunidencs a les acaballes del segle xix. També s'ha introduït espècies de Retropinnidae que serveixen d'aliment a les truites. Al voltant de les obertures geotèrmiques de les aigües profundes, els microorganismes termòfils han construït xemeneies hidrotermals de fins a 30cm d'alçada, on hi viuen comunitats d'esponges i invertebrats associats. Els esculls d'Horomatangi estan classificats com a "sistema geotermal protegit".

## Turisme
El turisme ha esdevingut un factor important per al sector comercial de Taupo, que rep 1.2 milions de visitants cada any. Quan més ocupada es troba la indústria és durant la temporada alta d'estiu al voltant del Nadal i cap d'any.
L'àrea del llac té un clima temperat. Les màximes oscil·len entre els 24 °C el gener als 15 °C el juliol, mentre que les mínimes van dels 16º als 5 °C. La majoria de la pluja cau a l'estiu.
S'organitza una vola ciclista al voltant del llac que acostuma a durar entre 4 i 10 hores. Centenars de voluntaris de la ciutat de Taupo s'involucren en aquest esdeveniment. El paracaigudisme és un esport popular i una atracció turística.

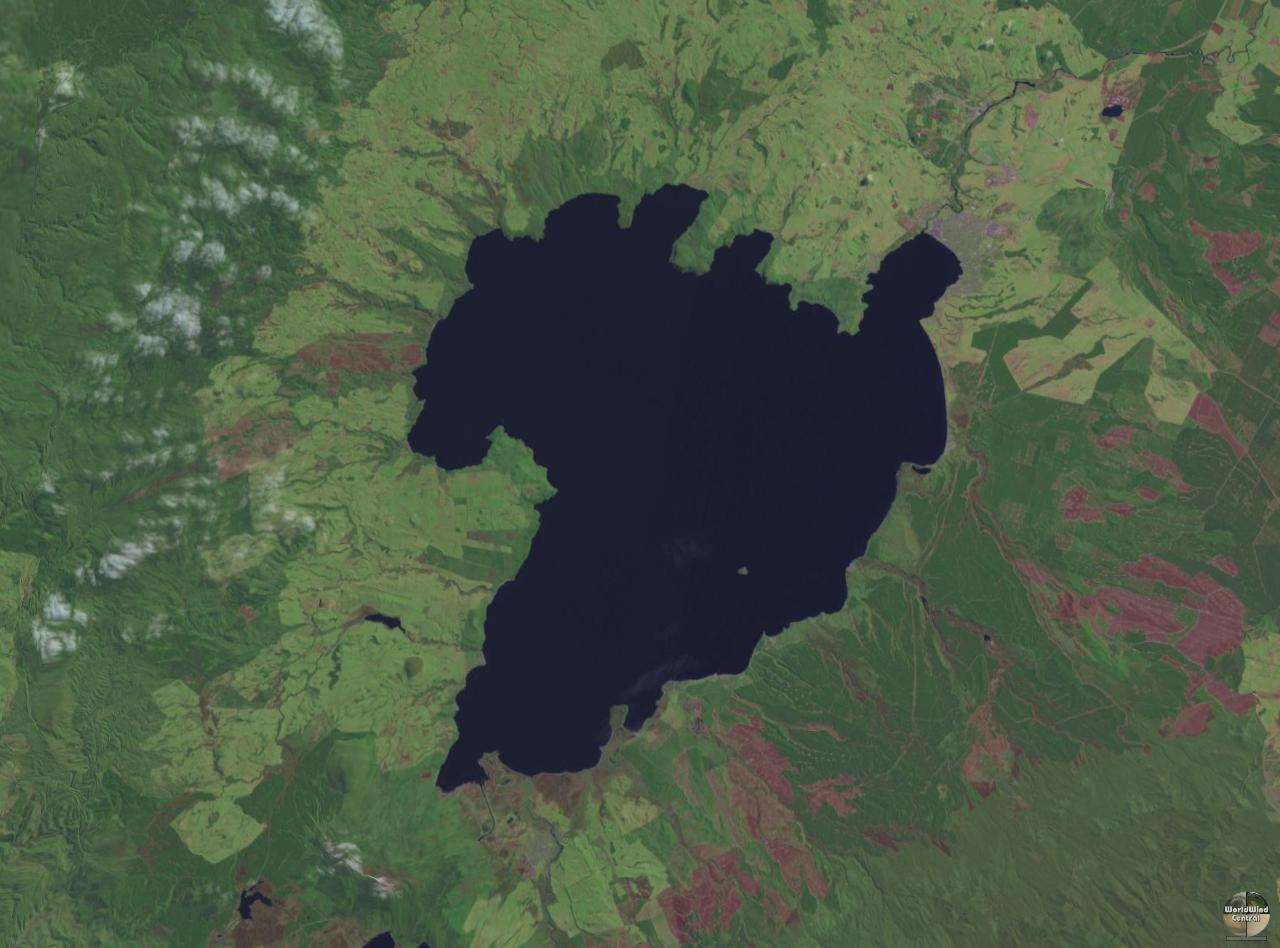
Imatge per Satèl·lit del llac Taupo.
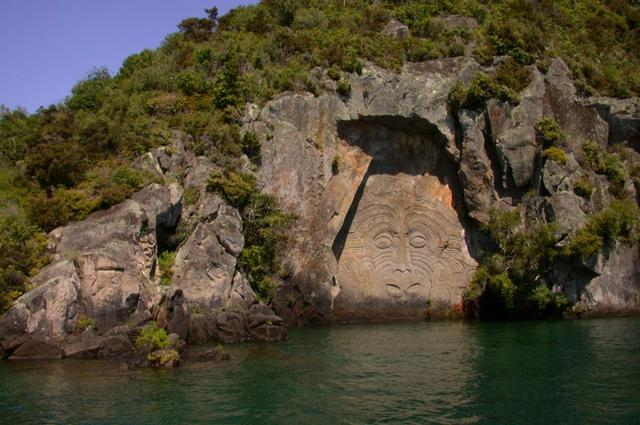
Relleus a la roca del llac Taupo.